# Vlag van Skarsterlân

Vlag van de gemeente Skarsterlân
(1984-2014)

De vlag van Skarsterlân is op 29 februari 1984 per raadsbesluit ingesteld als de gemeentelijke vlag van de Friese gemeente Skarsterlân, die op 1 januari 1984 was ontstaan uit de gemeenten Doniawerstal, Haskerland, een deel van Utingeradeel (de dorpen Akmarijp en Terkaple) en het dorp Nieuwebrug. De vlag is niet langer als gemeentelijke vlag in gebruik nadat de gemeente Skarsterlân per 1 januari 2014 in De Friese Meren is opgegaan. De haas uit de vlag van Skarsterlân is overgenomen op de vlag van De Friese Meren.

## Beschrijving
De vlag wordt als volgt beschreven:
Door een zwart Scandinavisch kruis met de klok mee gevierendeeld van blauw, geel, rood en geel. In het blauwe vlak een gele springende haas.
De armen van het kruis hebben een breedte van 1/7 van de vlaghoogte.

## Verklaring
De kleuren zijn afkomstig van het gemeentewapen, evenals de haas. De vlag is een combinatie van de vlag van Doniawerstal met de haas uit de vlag van Haskerland. Het zwarte kruis staat voor de rijksappel uit het wapen, zoals dat ook bij de vlag van Doniawerstal het geval was.

## Verwante afbeeldingen

Wapen van Skarsterlân
Vlag van Doniawerstal
Vlag van Haskerland
Vlag van De Friese Meren

Aengwirden 
· Baarderadeel 
· Barradeel 
· het Bildt 
· Bolsward 
· Boornsterhem 
· Dokkum 
· Dongeradeel 
· Doniawerstal 
· Ferwerderadeel 
· Franeker 
· Franekeradeel 
· Gaasterland 
· Gaasterland-Sloten 
· Haskerland 
· Hemelumer Oldeferd 
· Hennaarderadeel 
· Hindeloopen 
· Idaarderadeel 
· IJlst 
· Kollumerland en Nieuwkruisland 
· Leeuwarderadeel 
· Lemsterland 
· Littenseradeel 
· Menaldumadeel 
· Nijefurd 
· Oostdongeradeel 
· Rauwerderhem 
· Schoterland 
· Skarsterlân 
· Sloten 
· Sneek 
· Stavoren 
· Terschelling en Vlieland 
· Utingeradeel 
· Westdongeradeel 
· Wonseradeel 
· Workum 
· Wymbritseradeel